# Čtyři roční doby (Stephen King)
Čtyři roční doby (angl. orig. Different Seasons) je soubor čtyř povídek od amerického spisovatele Stephena Kinga z roku 1982, česky poprvé vydaný v roce 2003. Tři ze čtyř povídek byly zfilmovány. Film Vykoupení z věznice Shawshank byl v roce 1994 nominován na Oskara za nejlepší film.

## Seznam povídek
| Název povídky                                    | Anglický název                         | Název filmu                   |
| ------------------------------------------------ | -------------------------------------- | ----------------------------- |
| Rita Hayworthová a vykoupení z věznice Shawshank | Rita Hayworth and Shawshank Redemption | Vykoupení z věznice Shawshank |
| Nadaný žák                                       | Apt Pupil                              | Nadaný žák                    |
| Tělo                                             | The Body                               | Stůj při mně                  |
| Dýchací metoda                                   | The Breathing Method                   | Nezfilmováno                  |

## Stručný obsah

### Vykoupení z věznice Shawshank
Vypráví příběh Andyho Dufresne, který byl odsouzen za vraždu své manželky a jejího milence. Svůj trest nastoupil do věznice Shawshank. Zde musí čelit nástrahám, které jej v této věznici potkají. Setkává se zde také se s vězněm Redem, který dokáže shánět různé věci. Jednoho dne si u něj Andy objedná plakát Rity Hayworthové, který použije jako maskování svého tajného tunelu k cestě na svobodu.

### Nadaný žák
Ústředním motivem příběhu je vztah mezi náctiletým Toddem Bowdenem a německým přistěhovalcem Arthurem Denkerem, ve kterém Todd pozná nacistického válečného zločince Kurta Dussandera. Todd jej začne pravidelně navštěvovat, pod záminkou předčítání. Ve skutečnosti však Denker musí pod výhrůžkami o jeho nahlášení úřadům vyprávět a popisovat, jak to v koncentračním táboře probíhalo. Avšak výhrůžkami Denker taky nešetří, a tak se s Toddem drží ve vzájemně v šachu, ze kterého není lehká cesta nazpět.

### Tělo
Povídka se odehrává v létě roku 1960 ve fiktivním městě Castle Rocku. Čtyři přátelé ve věku okolo třinácti let se dozvědí, kde leží mrtvé tělo Raye Browera. Kluka, který je několik dnů pohřešovaný. Rozhodnou se, že nález těla nahlásí, před tím se však na něj chtějí podívat. Musí doma zalhat, že budou spát ve stanu na zahradě jednoho z nich. Poté se pouštějí do daleké cesty podél železniční trati GS&WM plné nástrah, od bájného hlídacího psa na místní skládce, přes „neškodné“ pijavice v potoce, až po starší partu výrostků, kteří si také chtějí tělo přivlastnit a mít zásluhy na jeho objevení.

### Dýchací metoda
David, vypravěč příběhu, je právník na Manhattanu středního věku. Jednoho dne jej jeho vedoucí pozve do neoficiálního pánského klubu. Jeho členové se kromě čtení knih, kulečníku a šachů, také věnují vyprávění různých příběhů. Jednoho čtvrtečního dne před Vánoci vypráví starší lékař Emlyn McCarron příběh, který se odehrál na počátku jeho kariéry. V té době k němu přišla žena, která měla porodit nemanželské dítě. McCarron obdivující její statečnost a humor k ní postupem času pocítil náklonnost.